# Hedgpethius mamillatus
Hedgpethius mamillatus is een zeespin uit de familie Ammotheidae. De soort behoort tot het geslacht Hedgpethius. Hedgpethius mamillatus werd in 1982 voor het eerst wetenschappelijk beschreven door Child. 